# Jif花生醬
Jif（有時印為JIF），又譯吉夫，是由JM Smucker生产的美国花生酱品牌。其前身為1946年的「Big Top」、後於1955年由宝洁收购，直到2001年由JM Smucker從宝洁收購。其工廠位於肯塔基州列克星敦，為世界上最大的花生酱工廠。

## 歷史
Jif花生醬可追溯回1946年，當時威廉·T·杨於肯塔基州列克星敦成立工廠，並將其製造的花生酱命名為「Big Top」。1955年，宝洁收购了威廉的工廠。隨後為了与Skippy花生醬和Peter Pan花生醬竞争，決定将产品命名为「吉夫」（Jif）。與此同時，宝洁公司也決定重新配制花生醬配方：主要變動有在給花生油氢化的过程中添加其他油脂，并在配方中添加能增添甜味的砂糖與糖蜜。1956年4月，公司宣佈推出新花生醬品牌、并开始在部分市场进行测试。
1958年，Jif花生醬在美國正式推出。其宣傳手段有：挨家挨户贈送免费样品罐、佈署印有当时當時的蓝色袋鼠吉祥物「Jifaroo」的专用卡车等。早期廣告主打瓶子底部的斜邊設計，強調其能輕易把角落最後一點花生醬給挖出來。品牌最早的口號是：「Jif永遠不干涸，一點蜂蜜即知為何」（Jif is never dry; a touch of honey tells you why）。後來的电视广告則以「挑剔的母親挑Jif」（Choosy mothers choose Jif）为结尾，1990年代，则改为「挑剔的媽挑Jif」（Choosy moms choose Jif）。1998年至2000年的廣告歌曲，最後都會以「妈妈如妳挑Jif，挑Jif！」（Moms like you choose Jif, choose Jif!）結尾。
1981年，Jif成为美国最大的花生酱品牌，並維持該地位至2008年。2001年，JM Smucker從宝洁收购吉夫花生醬品牌。

### 2022年召回
2022年5月20日，JM Smucker宣佈其於肯塔基州列克星敦工厂生产的花生酱，可能被沙门氏菌污染。因此決定在美国和加拿大召回所有Jif花生酱。公司估计這次召回将损失1.25亿美元。2022年7月19日，有消費者開始对JM Smucker提起集体诉讼。
截至2022年7月27日，受Jif花生酱而送醫的消費者已經累積至21人，橫跨17州。該款花生醬也流入其他國家，包括洪都拉斯、西班牙、日本、韓國、臺灣、泰國、香港、新加坡、馬來西亞等。

## 制造

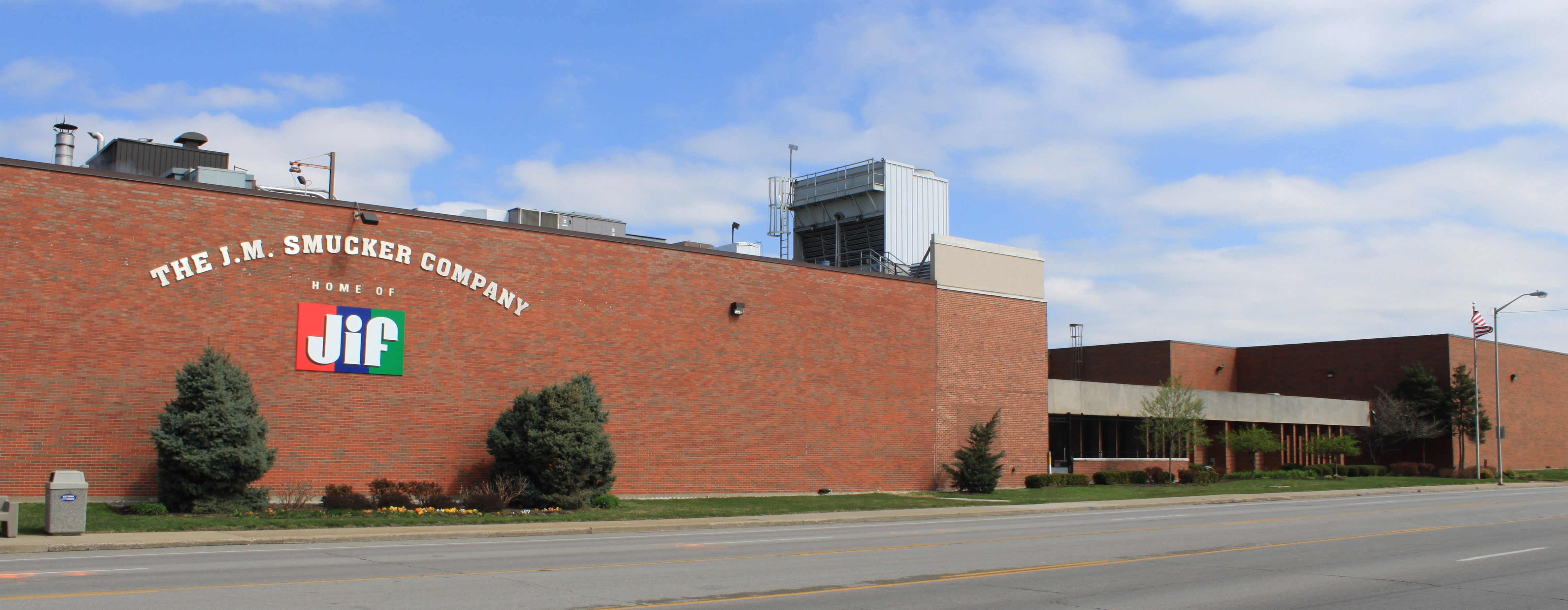
位于肯塔基州列克星敦的Jif生产工厂

Jif最初於1958年亮相的花生酱口味為香滑（Creamy）和顆粒（Crunchy）。1974年，推出了加倍顆粒（Extra Crunchy Jif）。1991年，推出了與普通Jif花生醬相比低糖低钠的輕減口味（Simply Jif）。之后又在1994年推出了低脂口味（Reduced Fat Jif）。 
Jif花生酱目前為止共有以下口味：
- Creamy （香滑）
- Extra Crunchy （顆粒）
- Simply Jif （輕減，低糖低钠）
- Peanut Butter & Chocolate （花生巧克力醬）
- Natural Creamy Peanut Butter Spread （天然香滑）
- Natural Creamy Peanut Butter Spread and Honey （天然香滑蜂蜜）
- No Added Sugar Creamy Peanut Butter Spread （無糖香滑）
- Reduced Fat Creamy Peanut Butter Spread （低脂香滑）
- Dark Roast Creamy Peanut Butter  （深焙香滑）

Jif还提供以「Jif to Go」的名义销售，每包装包含1.5盎司的独立装花生酱。其中有三包装和八包装两种规格。2012年5月7日，Jif宣布推出新系列榛子酱，有巧克力和摩卡卡布奇诺口味。2014年，Jif推出由家乐氏授权生产的花生酱口味早餐麦片。此外，Jif还生产杏仁酱和腰果酱。
Jif花生醬的所有口味均在肯塔基州列克星敦工廠生产，為世界上最大的花生酱工廠。另外，Jif还有一家位于田纳西州孟菲斯的小型工厂，其产品未受2022年召回所影响。